# Хождения

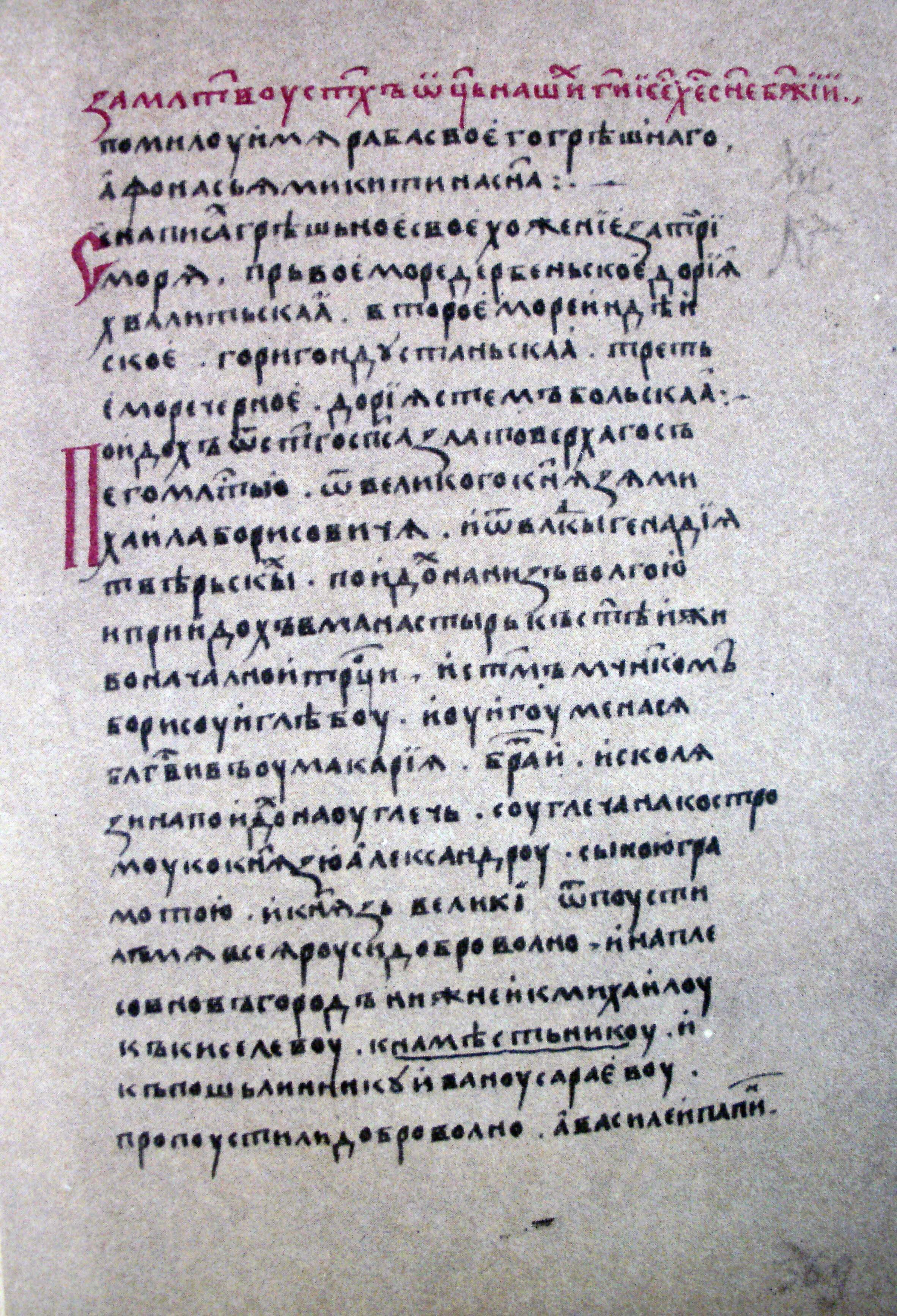
«Хожение за три моря», первая страница в Троицком списке

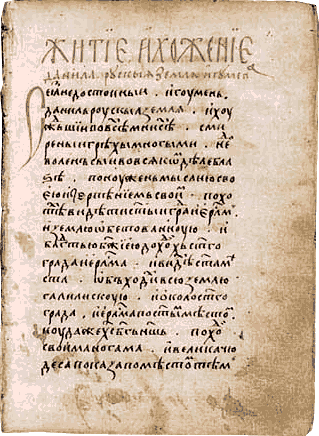
Фрагмент книги «Житие и хождение игумена Даниила из Русской земли»

Хождения, хожения (также употребляется в единственном числе — хождение, хожение) — жанр средневековой русской литературы, форма путевых записок, в которых русские путешественники описывали свои впечатления от посещения иностранных земель. Другие названия жанра — «путник», «странник», «паломник», «скаска», «посольство».
В ранний период существования жанра хожения в первую очередь писались паломниками, посетившими те или иные святые места — например, в Палестине или Константинополе. В дальнейшем, к XV веку, жанр теряет свой религиозный оттенок; в частности, среди поздних хожений выделяется «Хожение за три моря» Афанасия Никитина, описавшего впечатления от похода на восток с торговыми целями.
Хожения являются ярким отражением русского средневекового мировоззрения; в них сочетаются политические, нравственные, художественные интересы и идеи их авторов.

## Образцы жанра
- Хожение игумена Даниила — самый ранний из известных образцов жанра.
- Хожение Антония Новгородского в Царьград
- Хожение Александра в Царьград (Александр посетил Царьград в 1391—1396 годах)
- Хожение Игнатия Смольнянина в Царьград, Палестину и Афон (1389—1405)
- Хожение Авраамия Суздальского
- Хожение на Флорентийский собор Неизвестного Суздальца
- Хожение священноинока Варсанофия ко святому граду Иерусалиму
- Хожение за три моря Афанасия Никитина (1468—1474)
- Хожение купца Федота Котова в Персию
- Хожение Стефана Новгородца в Царьград (1348—1349)
- Хожение гостя Василия в Египет (1465—1466)
- «Хожение» Трифона Коробейникова (пересказ записок более раннего паломника, Василия Познякова, 1558 г.).